# Rabowice

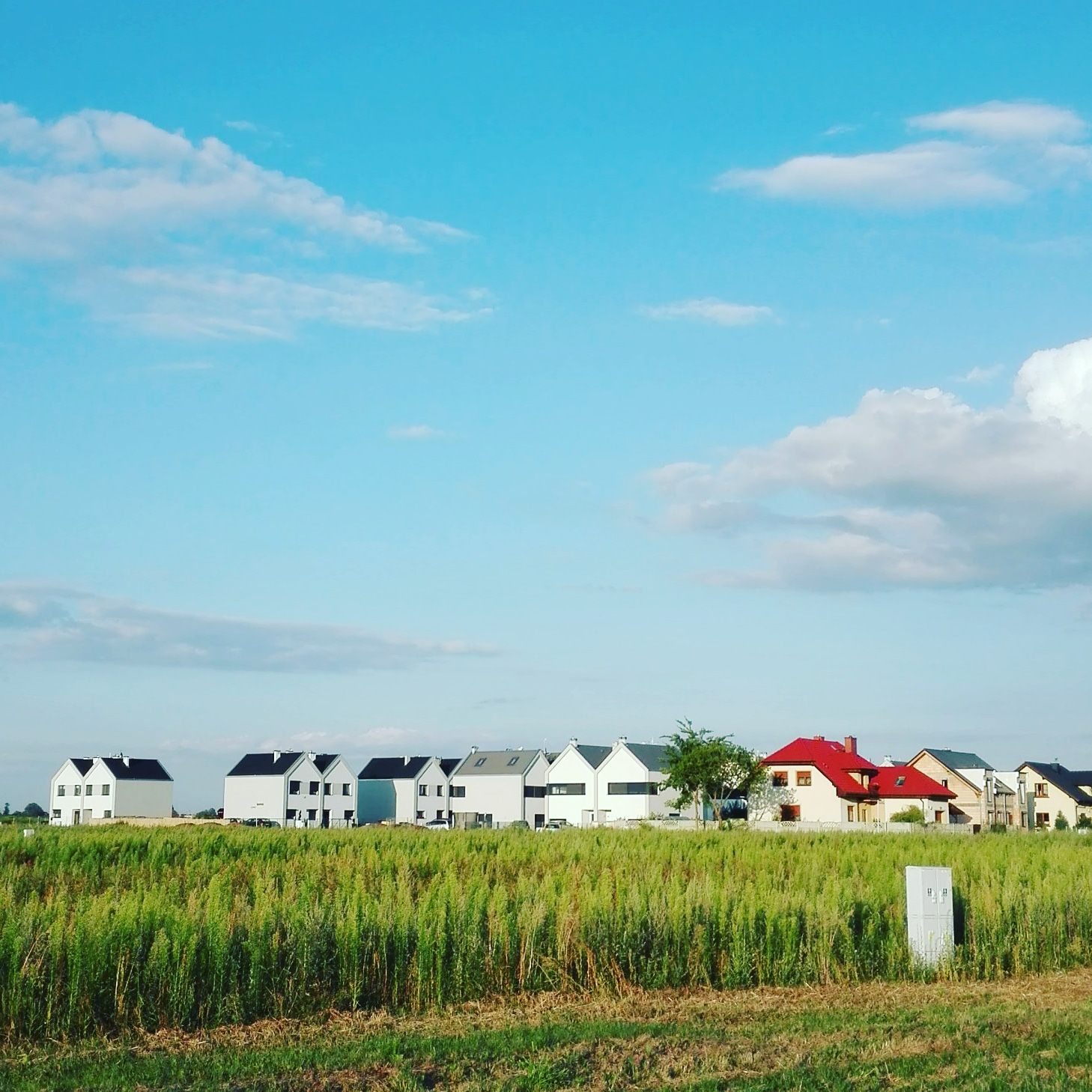

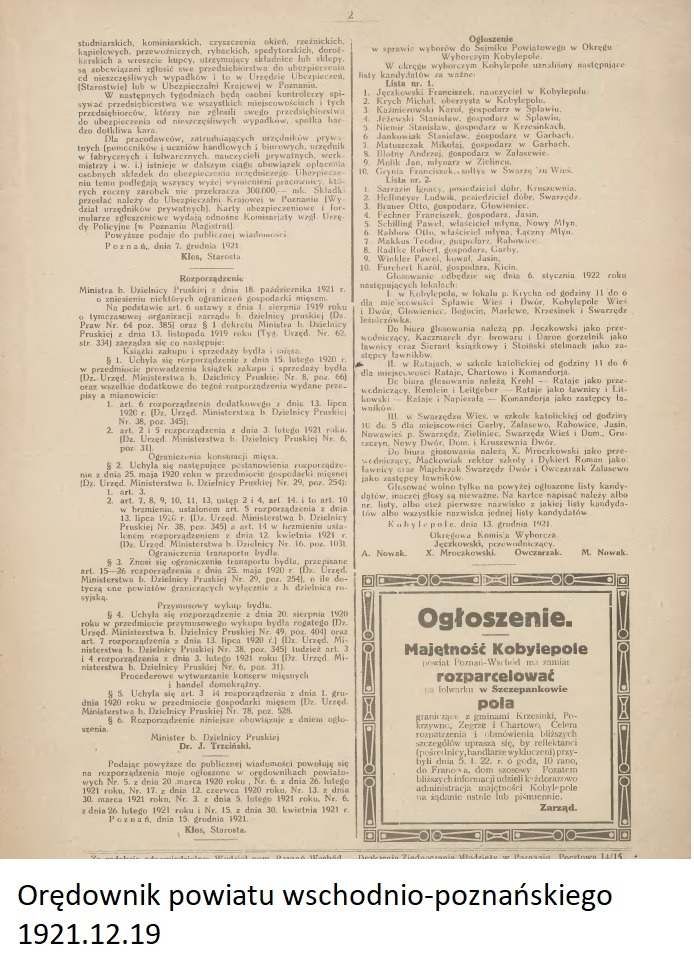

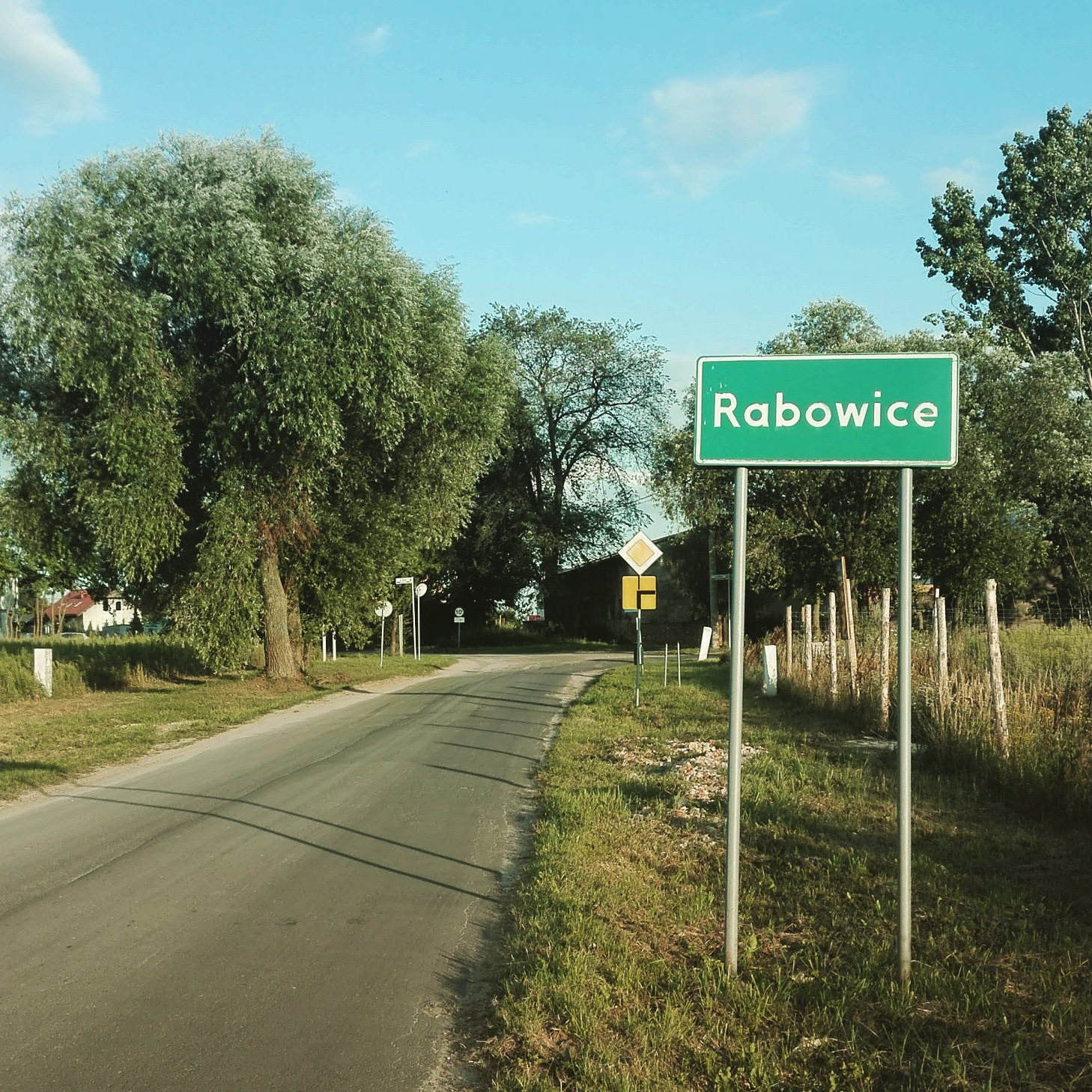

Rabowice – wieś sołecka w Polsce położona w województwie wielkopolskim, w powiecie poznańskim, w gminie Swarzędz.

## Historia
W Rabowicach znajduje się cmentarz ewangelicki pochodzący z ok. 1870 oraz dwa domy z początku XX wieku objęte ochroną konserwatorską.
Wieś duchowna Rawowice, własność komandorii joannitów w Poznaniu pod koniec XVI wieku leżała w powiecie poznańskim województwa poznańskiego. W latach 1975–1998 miejscowość administracyjnie należała do województwa poznańskiego.
Wieś Rabowice leży 5 km na południowy wschód od centrum Swarzędza.
Pierwotnie osadę nazywano Rawowicze – jak świadczy zapis w dokumencie z 1549, który przytacza nazwę z 1366. Następnie, na przestrzeni wieków w różnych dokumentach występują jej odmiany: Raouicze (1391), Rawowice (1403), Ravowycze (1506) i Rawice (1580) i inne. Współczesna nazwa Rabowice pojawiła się dopiero na przełomie XVIII i XIX wieku. W XIX-wiecznych wykazach miejscowości, księgach adresowych i mapach Wielkopolski dominuje właśnie ta nazwa, choć np. w polskojęzycznej prasie tego czasu można spotkać jeszcze inne jej wersje.
Na gruntach wsi odnotowano liczne stanowiska archeologiczne ze śladami życia ludzi pochodzącymi z odległego w czasie neolitu (5500–2300 p.n.e.), z epoki brązu (2300–800 p.n.e.), wczesnej epoki żelaza (kultura łużycka i przeworska) oraz z okresu średniowiecza (550–1492) Największe zagęszczenie stanowisk występuje w pasie południkowym w kierunku Gowarzewa, na południe od Rabowic.
Wieś założono na dobrych glebach wykształconych na bazie polodowcowych glin zwałowych moreny dennej. Na ogólną powierzchnię 356,9 ha użytków rolnych (1974), 340 ha stanowiły grunty orne, a 16,9 ha zajmowały łąki.
Rabowice należały do parafii w Siekierkach Wielkich i znajdowały się w powiecie poznańskim. Wieś otrzymała prawa niemieckie w XIII wieku, ale zapewne istniała już wcześniej. Należała do joannitów poznańskich, nadana im w XIII wieku po śmierci Władysława Laskonogiego w 1231 lub w pierwszej połowie XIV wieku. Joannici, inaczej kawalerowie maltańscy byli zakonem rycerskim założonym w Poznaniu w drugiej połowie XII wieku.
Mieszkańcy Rabowic mieli obowiązek dostarczać komandorowi w Poznaniu po 3 ćwiertnie pszenicy, żyta i owsa oraz 1 wiardunek (12 srebrnych groszy) czynszu rocznie. Ponadto mieli dostarczać po 30 jaj z każdego łanu (łan = ok. 17 ha) na Wielkanoc, po 2 koguty na św. Michała (29 września), a cała wieś miała dla dworu oddawać każdego roku 2 koziołki. Podczas sądów, które odbywały się 3 razy w roku, mieszkańcy zobowiązani byli dawać posiłki, z których jeden miał być na koszt.
Pole komandora trzeba było orać dwa razy rocznie pod zboża ozime i jare, a chłopi pracować mieli do południa. ...Zgodnie ze specjalnym przywilejem sołectwo w Rabowicach było wolnym sołectwem, dziedziczonym z ziemią przez potomków sołtysa lub sprzedawanym wraz z funkcją. Tego typu majątek nazywano jeszcze na początku XX wieku „wolnym sołectwem”.
Wieś dzierżyli w swoich rękach kolejni komandorzy zakonu joannitów, między innymi: Mikołaj Poppo (1366), Tomisław Chełmski (1449), Adam Czarnkowski (1580). ...
Wyludnienie wsi i sprowadzenie osadników w XVIII wieku
Wyniszczające Wielkopolskę wojny polsko – szwedzkie w XVII w., wojna północna lat 1700–1721 oraz towarzyszące im głód i zarazy, spowodowały, że Rabowice całkowicie się wyludniły. (...) Aby ziemie przynosiły dochód komandor zakonu (Dąbrowski) sprowadził z majętności swarzędzkiej do Rabowic osadników narodowości niemieckiej. (...) W wydanym 12 lipca 1730 przywileju podzielił obszar wsi na sześć części. Na pięciu osadził wspomnianych kmieci, natomiast szóstą część przeznaczył na karczmę i obdarzył ją osobnym przywilejem. Osadnicy otrzymali trzy lata wolne od świadczeń, aby mieli czas na zagospodarowanie się. (...) Gdyby któryś z kmieci chciał się wyprowadzić to musiał na swoje miejsce sprowadzić i osiedlić następcę, tak samo „dobrego i majętnego”. (...) Przywilej zasadzający wieś od nowa, potwierdził w 1741 i rozszerzył o nowe obowiązki Bartłomiej Stecki, następca komandora Dąbrowskiego. …
Rabowice w XIX i XX wieku, separacja gruntów
Po konfiskacie kościelnych majątków ziemskich przez władze królestwa pruskiego w 1798 Rabowice weszły w skład domeny państwa zwanej Ekonomią Poznańską. (...) Prawdopodobnie już w XVIII wieku folwark w Rabowicach został rozparcelowany między sprowadzonych osadników – stąd duże powierzchnie ich gospodarstw. (...) Nic nie wiadomo o rabowickim dworze, którego – wobec braku folwarku – zapewne nie było. ... Uwłaszczenia nie przeprowadzono, bowiem ziemia należała do osadników, ale wobec znacznego rozczłonkowania i przemieszania ziemi poszczególnych gospodarstw, przeprowadzono separację czyli scalenie gruntów. (...) W 1840 przed separacją, we wsi znajdowało się gospodarstwo wolnego sołectwa należące wraz z funkcją sołtysa do Johanna Gottlieba Meyera (sołectwo dziedziczne) oraz sześć gospodarstw chłopskich. Wśród gospodarzy były prawdopodobnie dwie rodziny polskie: Antoni i Salomea (z d. Pokornowska) Raniszewscy oraz Antoni i Anna Rozyna (z d. Mentzel, po pierwszym mężu Boerne) Lijewscy. ...
Wieś do 1918, subhastacje
W ciągu XIX i na początku XX wieku zmieniała się wielkość poszczególnych gospodarstw oraz zmieniali się także ich właściciele. Niektóre z gospodarstw, powiększyły swoją powierzchnię i w organizacji produkcji przypominały folwarki, ale traktowane były jako gospodarstwa wielkochłopskie. (...) Nie było tu majątku ziemskiego przekraczającego powierzchnię 500 morgów (ok. 125 ha) i wobec tego nie ujmowano Rabowic w większości zestawień majątków ziemskich. Duże gospodarstwa zmieniały właścicieli poprzez sprzedaż z wolnej ręki lub na subhastacjach. (...) Dwa lata później, ukazało się ogłoszenie o przymusowej sprzedaży innej nieruchomości w Rabowicach należącej do barona Fryderyka Reitzensteina i jego żony Alwiny Emmy Antonii z d. Bielek. Subhastację wyznaczono na 19 czerwca 1865, a wartość majątku wyceniono na kwotę 5699 talarów 11 sgr. 3 fenigi. ... (...) Ze skąpych danych dotyczących wyborów do parlamentu niemieckiego wynika, że uprawnieni do głosowania mieszkańcy Rabowic z reguły głosowali za kandydatami narodowości niemieckiej. Na przykład w wyborach 1893 Cegielski przegrał z Hoffmeyerem (21 głosów) nie uzyskując ani jednego głosu. Podobnie było w 1910, gdy w II turze wyborów Willms (Niemiec) otrzymał 54 głosy, a Nowicki (Polak) 22 głosy. Wyjątkiem były wybory 1901, w których zwyciężył polski kandydat Chrzanowski uzyskując w Rabowicach 12 głosów, a niemiecki – Wittig – 2 głosy. ... (...) W 1913 w Rabowicach znajdowały się cztery gospodarstwa wielkochłopskie należące do Niemców, o powierzchni przekraczającej 50 ha. Ida Fritz posiadała 105 ha ziemi, Friedrich Haemmerling – 76 ha, Teodor Makkus – 133 ha i Louis Wellmeyer – 70 ha.2 Prawdopodobnie ziemia ich gospodarstw obejmowała nie tylko obszary należące do Rabowic. ... (...) Za wsią, przy drodze do Siekierek znajdowały się rabowickie huby składające się z dwóch niewielkich gospodarstw. Jedno z nich należało do Czajków. ... (...) Po odrodzeniu się Polski część Niemców wyjechała z Rabowic sprzedając Polakom swoje nieruchomości. Pozostały dwa wielkie gospodarstwa mające charakter folwarków, które nadal posiadali właściciele narodowości niemieckiej. Pierwsze z nich było własnością Teodora Makkusa i miało powierzchnię 107 ha, w tym: 27 ha łąk i pastwisk, 10 ha nieużytków oraz 70 ha ziemi ornej. Drugi majątek o rozległości 105 ha zawierający m.in.: 25 ha łąk i 10 ha nieużytków, znajdował się w rękach Fritzów, spadkobierców Idy Fritz. ... (...) W 1928 liczba mieszkańców Rabowic wynosiła 202 osoby, a zestawienia statystyczne wymieniają obok wspomnianych już dwóch gospodarstw rolnych (Makkusa i Fritza) jeszcze dwa duże: jedno należące do Bernackiego Edmunda o pow. 75 ha, a drugie do Wellmeyera Ludwika o pow. 70 ha. ...
Wybuch II wojny światowej, okupacja niemiecka i pierwsze lata po wojnie

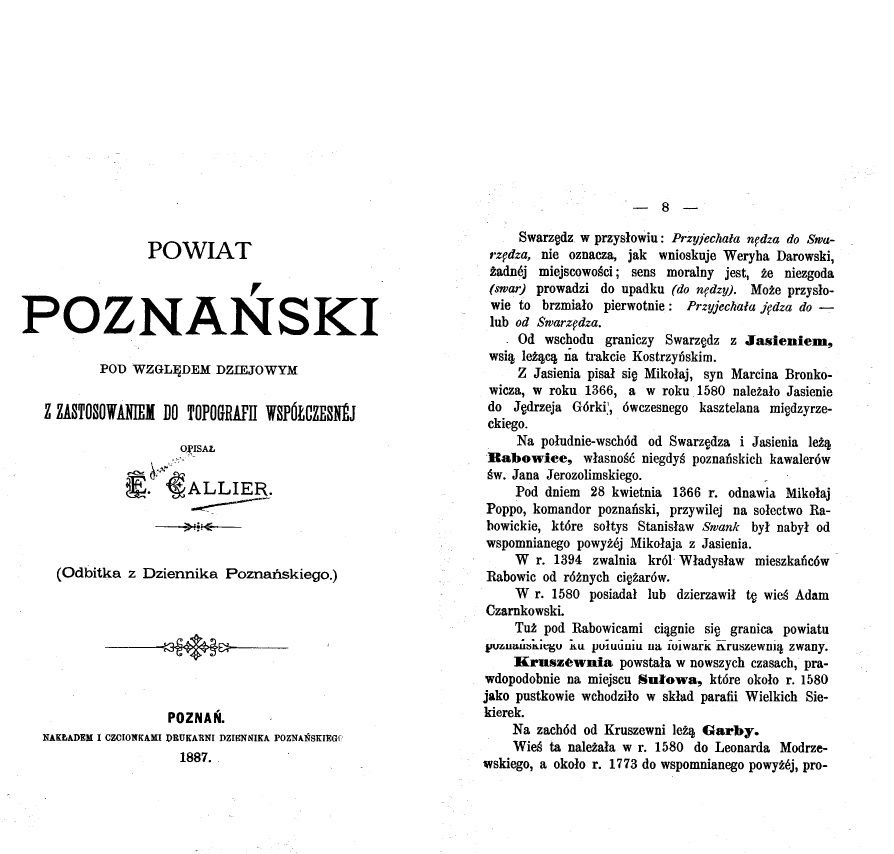

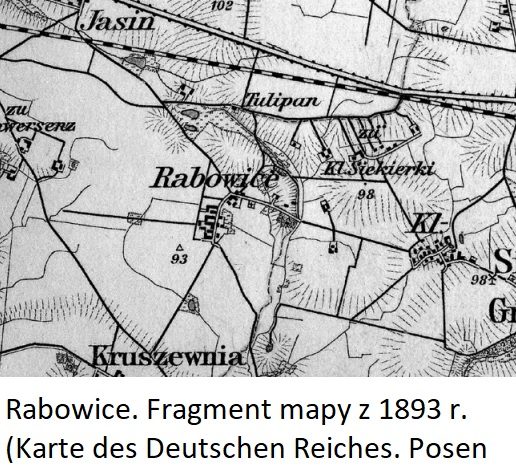

Podczas okupacji hitlerowskiej w latach 1939–1945 zmieniono nazwę wsi na Reizenstein, nawiązując do nazwiska barona Reizensteina, właściciela jednego z dużych gospodarstw w latach sześćdziesiątych XIX wieku. Z Rabowic nie wysiedlano Polaków, ponieważ nie posiadali oni gospodarstw rolnych. Miejscowe duże niemieckie gospodarstwa potrzebowały siły roboczej i nawet do wsi przesiedlono dodatkowo polskich rolników, wypędzonych z rodzinnych gospodarstw w innych wsiach. ... (...) wśród Niemców byli także ludzie, którzy starali się wspomagać i chronić mieszkańców narodowości polskiej. Należeli do nich wspomniany sołtys Richard Pitt oraz Wellmeyer posiadacz dużego gospodarstwa rolnego zatrudniający wielu Polaków. (...) Po wojnie, krewni Wellmeyera odwiedzali Rabowice i zaprzyjaźnionych z nimi Polaków. (...) Pierwszym sołtysem po II wojnie światowej był Kowalak, następnie Sylwester Rutaski (lata 50. XX w.), Michał Strzelczak, Władysław Strzelczak, Mieczysław Barański (od 1990–2004), Wojciech Czajka ( 2004–2006), Irena Tyblewska i od 2014 Katarzyna Szaferska. W okresie pełnienia funkcji przez Władysława Strzelczaka Rabowice zostały zelektryfikowane.

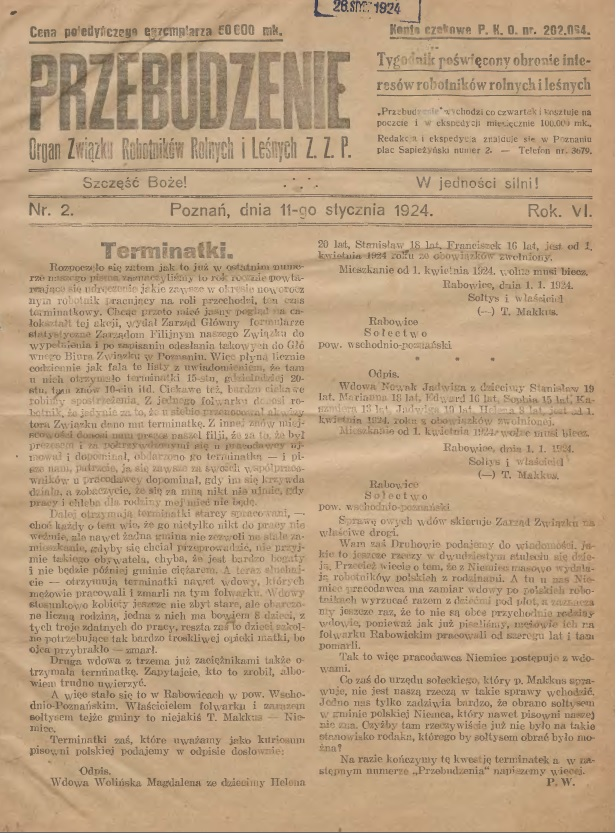

## Gospodarka
W granicach wsi funkcjonuje centrum przemysłowe gminy Swarzędz: Stena, STS Logistic, Panopa, Volkswagen, Clip, Dramers, rozlewnia gazu BP Gas Polska sp. z o.o. i firma transportowo-spedycyjna TOLO Sp. z o.o., której założycielem jest były mieszkaniec Rabowic Andrzej Pahl. Od 1999 funkcjonuje tutaj również zakład utylizacji i gromadzenia odpadów komunalnych gminy Swarzędz (obsługujący również gminy Kostrzyn i Kleszczewo). Składowisko posadowione jest na płaskiej wysoczyźnie morenowej i docelowo składać się będzie z trzech kwater. Dla pierwszej z nich przewidziano 10 lat eksploatacji.

## Ludność
Od dłuższego czasu liczba ludności na terenie wsi nie ulegała zmianie, plasując się w gminie na przełomie wieku XX o XXI w grupie wsi małych. W ostatnim okresie ulega jednak stopniowemu powiększeniu. Zmiany przedstawiają się następująco:
| Rok  | Liczba mieszkańców |
| ---- | ------------------ |
| 1988 | 105                |
| 1990 | 106                |
| 1999 | 105                |
| 2008 | 159                |
| 2009 | 174                |
| 2010 | 175                |
| 2018 | 675                |
| 2019 | 886                |
| 2020 | 926                |

Obszar wsi należy do parafii św. Jadwigi w Siekierkach Wielkich (dekanat kostrzyński). Do dyspozycji mieszkańców, na terenie wsi funkcjonuje świetlica wiejska.

## Komunikacja
Przez Rabowice przebiegają drogi gminne do Swarzędza, Siekierek Wielkich, Kruszewni oraz Gowarzewa. Wieś posiada połączenie autobusowe ze Swarzędzem (linia 498 i 497).

## Koło Gospodyń Wiejskich

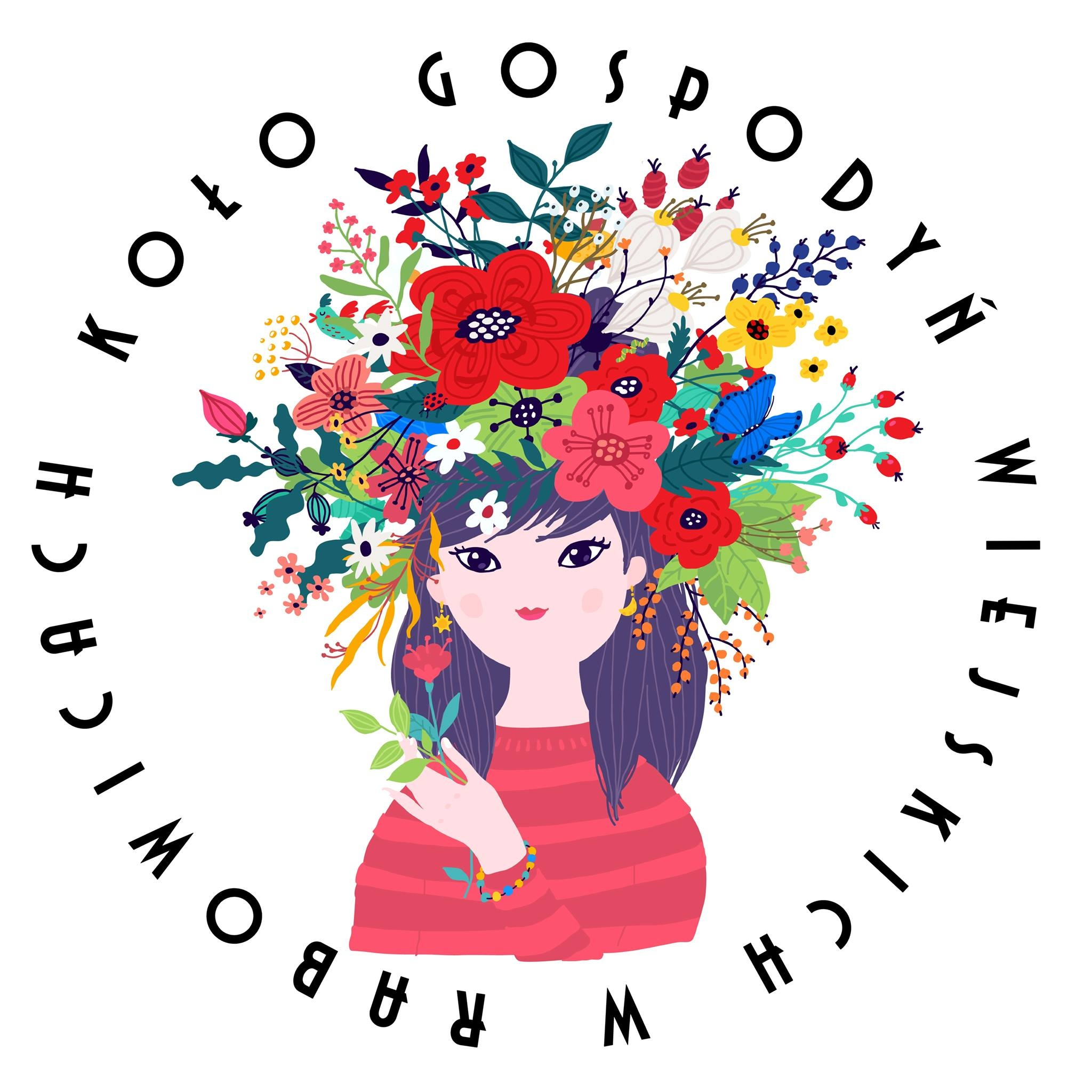

Od września 2021 na terenie Rabowic działa Koło Gospodyń Wiejskich. 